# مايكل كوسلويسكي
مايكل كوسلويسكي هو مدرب ملاكمة كازاخستاني، ولد في 6 أغسطس 1961 في كازاخستان.

## وصلات خارجية
- مايكل كوسلويسكي على موقع بوكس ريك (الإنجليزية) (registration required)